# Los pitufos y el huevo
Los pitufos y el huevo (en el francés original, L'Œuf et les Schtroumpfs) es la tercera historia de la serie Los pitufos, escrita y dibujada por Peyo para su publicación en 1960. 

## Trayectoria editorial
La historieta se incluyó por primera vez en el nº 1147 de la revista Spirou, como parte de la colección de minirrelatos entregados con la misma entre 1959 y 1975.
Seis años después, se publicó de forma serializada entre los números 1447 a 1456 de dicha revista.
En 1968 fue recopilada en un álbum homónimo, junto a El falso pitufo y El pitufo número 100.
En España, fue publicada por:
- Argos en la revista "Strong" y como álbum en 1969;
- Bruguera en la revista "Pulgarcito" (1981) y como álbum en 1979;
- Planeta-DeAgostini en 2006.

## Argumento
Se acerca el día de la Gran Fiesta de los Pitufos y el Gran Pitufo sugiere que hagan un pastel gigante para celebrarlo. Los entusiasmados pitufos reúnen los ingredientes hasta que se dan cuenta de que hace falta un huevo. Entonces, el Gran Pitufo envía al Pitufo Gruñón y a otro pitufo a por uno. Tras pasar por varios problemas para obtener un huevo de una granja cercana, los dos pitufos lo traen a la aldea, pero el Gran Pitufo les señala que han traído un huevo falso, de yeso.
Cuando parten a buscar otro huevo, los dos pitufos encuentran uno en medio del bosque y lo llevan a la aldea, donde los demás pitufos tratan de romperlo en vano. Llega a resistir un hachazo, y el frustrado pitufo con el hacha dice "¡Que me convierta en salchicha si no consigo partir el dichoso huevo!" Cuando golpea el huevo otra vez con el hacha, se convierte en una salchicha con patas y los demás se dan cuenta de que es un huevo mágico que concede deseos al golpearlo.
Todos los pitufos usan el huevo para pedir deseos como ser rojo o amarillo, convertirse en gigante, tener un elefante, dinero, pasteles, etc. Cuando dos pitufos discuten por quien llegó primero para pedir su deseo, cada uno usa el huevo para desearle deformidades al otro: uno queda con una gran narizota, una larga cola y pelos por todo el cuerpo; el otro queda con grandes orejas, dientes enormes y un bigote que arrastra por el suelo.
Un pitufo desea que el Gran Pitufo se convierta en un pitufo corriente, mientras que otros tres toman su apariencia y afirman ser el verdadero. Para restaurar el orden en la aldea, el Gran Pitufo llega al huevo y desea que todo vuelva a la normalidad. Todos vuelven a su situación inicial y antes de que puedan volver a pedir sus deseos, el huevo se rompe y sale un pollito.
Un pitufo considera que el pollito se convertirá algún día en gallina y pondrá huevos mágicos, así que le construye un corral, le trae comida y agua y mantiene el lugar limpio. A pesar de su duro trabajo, el pitufo no consigue su propósito porque el pollito crece para convertirse, no en una gallina, sino en un gallo.